# Бишев (Кутновський повіт)
Бишев (пол. Byszew) — село в Польщі, у гміні Кутно Кутновського повіту Лодзинського воєводства.
Населення — 301 особа (2011).
У 1975-1998 роках село належало до Плоцького воєводства.

## Демографія
Демографічна структура станом на 31 березня 2011 року:
|          | Загалом | Допрацездатний вік | Працездатний вік | Постпрацездатний вік |
| -------- | ------- | ------------------ | ---------------- | -------------------- |
| Чоловіки | 150     | 26                 | 111              | 13                   |
| Жінки    | 151     | 22                 | 92               | 37                   |
| Разом    | 301     | 48                 | 203              | 50                   |